# Kijowska Miejska Administracja Państwowa

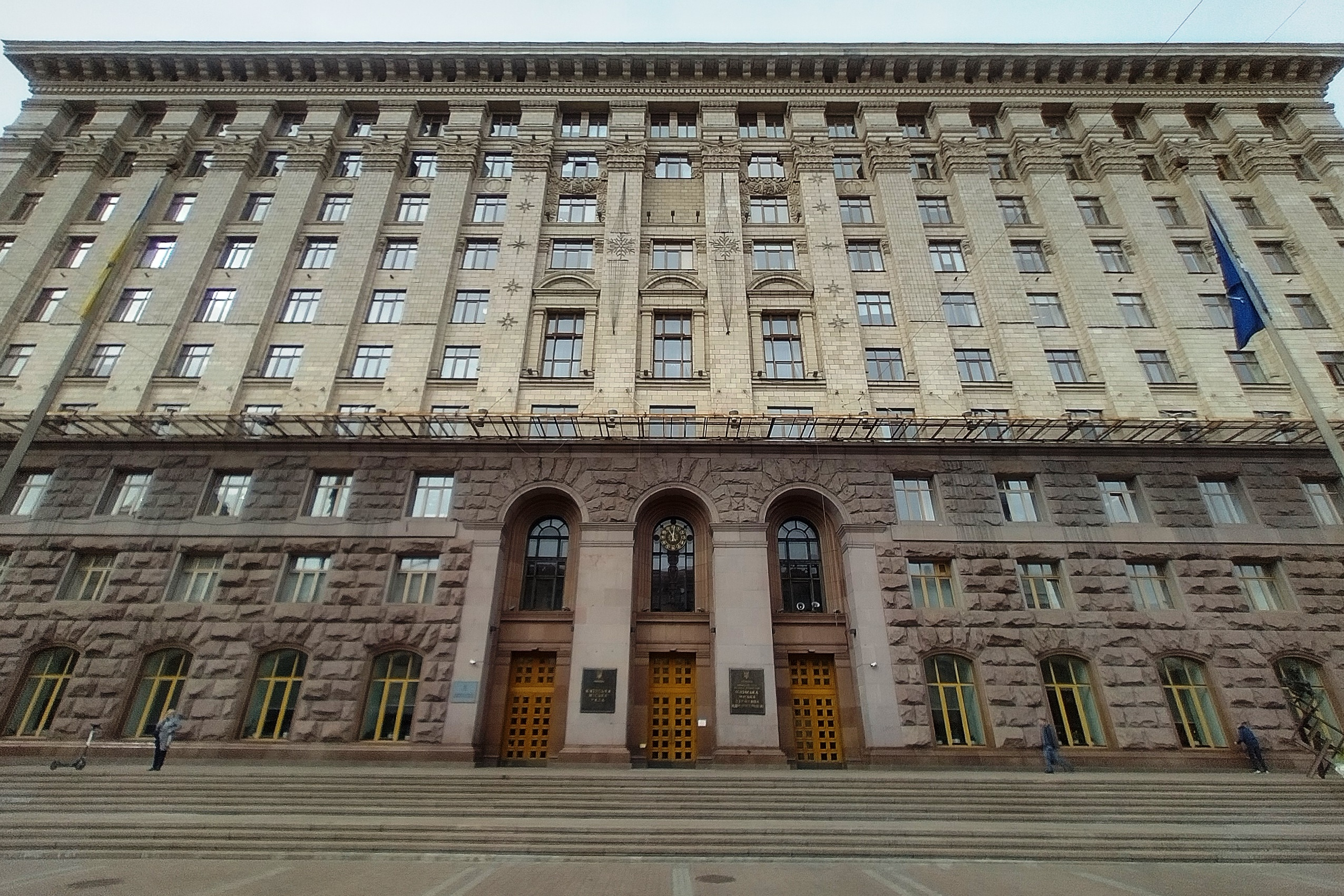
Budynek Kijowskiej Miejskiej Administracji Państwowej

Kijowska Miejska Administracja Państwowa – obwodowa administracja państwowa (ODA) miasta wydzielonego Kijów (na prawach obwodu).

## Przewodniczący ODA
- Hryhorij Małyszewski (przedstawiciel prezydenta Ukrainy, 1991)
- Ołeksandr Mosijuk (1991–1992)
- Iwan Dańkewycz (1992)
- Iwan Salij (1992–1993)
- Łeonid Kosakiwski (1993–1996)
- Ołeksandr Omelczenko (1996–2006)
- Łeonid Czernowecki (2006–2010)
- Ołeksandr Popow (16 listopada 2010 – 14 grudnia 2013)
- Anatolij Hołubczenko (p.o., 14 grudnia 2013 – 25 stycznia 2014)
- Wołodymyr Makejenko (25 stycznia – 7 marca 2014)
- Wołodymyr Bondarenko (7 marca – 25 czerwca 2014)
- Witalij Kłyczko (od 25 czerwca 2014)